# ゼノサーガの登場人物一覧
ゼノサーガの登場人物一覧 （ゼノサーガのとうじょうじんぶついちらん）では、ゼノサーガシリーズ中に登場する人物について解説する。
アニメ版では主要キャラクター以外のキャストが変更されたが、ゲーム版はエピソードI〜III通して同一キャストである。
ゲームとアニメで声優が異なるものは、ゲーム / アニメの順で表記。

## 主要人物

### パーティーキャラクター
シオン・ウヅキ
声 - 前田愛
誕生日：T.C.4745年 / 年齢：22歳 / 身長：163cm / 体重：48kg
ゼノサーガシリーズの主人公。エピソードIの段階では22歳。ヴェクター・インダストリー第一開発局、KOS-MOS開発計画統合オペレーションシステム開発室主任。KOS-MOSのテストを兼ねて派遣されている技師の社員。グノーシス・テロ後はヴェクターを退社する。エピソードIでの初登場時は温厚で控えめ、礼儀正しさと前向きな姿勢といった社交的な性格だったが、エピソードII、IIIと作を重ねる毎に、数々の事象やその裏にある真実、また兄であるジン・ウヅキとの軋轢といった人間関係などに翻弄されて、次第に自己中心的な行動が目立つようになっていく。当初彼女がかけていた眼鏡は元恋人であるケビンにプレゼントされたもので、視力の矯正ではなく現実に存在しないU.M.N.上の現象が見えてしまうという彼女特有の症状をやわらげる為の物で、エピソードII以降に使用するコンタクトレンズにも同じ機能がある。幼い頃よりその状態になれてしまっている彼女はそれを外すことも多い。なお『ゼノサーガI・II』においてはシオンの性格は必ずしも自己中心的には描かれておらず、眼鏡をコンタクトレンズに替えることもない。母・アオイを喪った時のことや、ケビンを喪うこととなったKOS-MOSアーキタイプ暴走事件が重度のトラウマとなっており、雷や稲光に対しては激しく恐怖する。両親や恋人の死を目撃しているシオンは、自分の生が常に"死と隣り合わせにいる"ことを感じており、死に軸足を置いた生死観を持つようになった。
メガネのレンズにあたる部分はホログラフィーになっており、実体されているものではなく、テンプル、蝶番といった部品はない（パッドなどの部分は実体）。
システムエンジニアという戦闘とは無縁の職業ながら、祖父から教わった体術（ジンとの合体技では剣術も披露する）と、後輩のミユキ謹製のマルチウェポンを駆使して戦う。乗機はエピソードIでは赤いA.G.W.S「VX-10000」、エピソードII以降はE.S.ディナ。名前はエルサレムにある丘シオンに由来する。
エピソードIIIにて、かつての恋人で、赤のテスタメントでもあるケビンとついに対面し動揺、その後終盤にて彼の甘言に乗り、一時的に兄のジンやKOS-MOSらと敵対する。だが、ケビンに攻撃されてもなおも彼女の傍にいようとするアレンの身を挺した説得と、マリアとして目覚めたKOS-MOSの言葉に自分だけが幸せになることを拒否、皆とともに宇宙を救うことを決意し、彼を拒絶する。ラストバトルを終えた後、ケビンとの和解、そしてジンとの別れの後、ロストエルサレムを目指してアレンらとともに旅立つ。
KOS-MOS（コスモス）
声 - 鈴木麻里子
年齢：外見上18歳 / 身長：167cm / 体重：92kg
ヴェクターによって対グノーシス用に開発された女性型戦闘用アンドロイド。「秩序」の名を持つ。ゼノサーガシリーズを象徴するキャラクター。シオンを護る事を最重要事項にしている。エピソードIII終盤においてその正体を明らかにする。
疑似人格OSを搭載し、人とコミュニケーションが取れるが、自身を「ただの兵器」と称するほど口調や言動は冷徹で感情を廃した機械的なもので、表情に乏しく外見からはあまり人間味が感じられない。しかし稀に人間のような仕草を取ったり、「ただの兵器」らしからぬ言動や行動を見せることも。エピソードIII終盤に覚醒した後は、人間のように感情のある態度を見せるようになる。乗機はII以降はE.S.ディナ。A.G.W.S.には乗れない。尚、ディナはKOS-MOS専用の機体として設計されており、メインコクピットは頭部内部にKOS-MOSのタブ・バイクが合体する形で形成される。KOS-MOSが不在でも稼動は可能であり、III序盤ではシオンが一人で操縦していた。
ケイオス
声 - 保志総一朗
誕生日：不明 / 年齢：外見上16歳 / 身長：169cm / 体重：53kg
名前以外、一切の経歴が謎に包まれている。透き通った瞳と銀髪が特徴。「混沌」の名を持つ。マシューズ達と出会って以来、エルザクルーとして彼らと行動を共にしている。グノーシスを消滅させる、宇宙空間に生身で出る、14年前と容姿が変わっていない等、とても人間とは思えない特徴が多い（エピソードIのカードゲームでも種族は「不明」とされていた）。KOS-MOS同様、エピソードIII終盤においてその正体を明らかにする。素手で戦うが、気功のような力を併用する。乗機はE.S.アシェル。
PS2版ではその役割上（「傍観者」であり「監視者」として）、本編で関わることが少なかったが、相当量のシナリオが追加、改変された『ゼノサーガI・II』では、彼自身の想いや「力」を持っているが故の葛藤を心の声で吐露するシーンが追加された他、器同士で発生する現象「共振」によってダウンしたアニマの器の復調ができる、E.S.に搭乗した際にその「共振」を抑え込んでいたという設定が明かされた。また自身の目的のためシオンたちに干渉するヴィルヘルムに対して直接連絡を取った際、過去に起こったとされる事件「木星動乱」、「封印者恐慌」、そしてミルチア紛争の時、ヴィルヘルムがE.S.を与えた者たちのそばに常にケイオスの姿があったというエピソードが追加された。
ジギー
声 - 江原正士
誕生日：T.C.4637年 / 年齢：外見上は30歳 / 身長：191cm / 体重：162kg
接触小委員会所属の戦闘用サイボーグ。ジギーという名前はジグラット8（エイト）というサイボーグとしての型番から、モモが名付けた（その方が人間らしいとの事）。元は人間の警察官で連邦警察第1875特殊作戦司令部分遺隊隊長だったが、死後ライフリサイクル法で戦闘用サイボーグとして復職。生前の名前はジャン・ザウアー。死因は自殺であり、意に反して蘇生させられたが、任務放棄と自傷行為を防ぐセーフティーが備わっており、自ら死ぬことが出来ない。その為、常に生還率の低い任務を希望していたが自身の高すぎる戦闘力と任務達成能力により死ねずにいた。当初は生前のメモリーの消去（生前の記憶がある生体脳を人工部品に換装する事）によって完全な機械となる「合法的な死」を望んでいたが、モモ達と出会い過ごすうちに考えが変わっていく。どのような状況においても常に冷静さを失わない性格だが決して無感情ではなく、仲間に対する気遣いや特にモモに対しては優しさを見せる。また、「機械と継ぎ接ぎの身体は生身より恥ずかしい」として若い女性であるシオンのメンテナンスに抵抗を感じたり、調整中の暇潰しに自分の体のネジを数え始めるなど人間的な面も多々ある。デュランダルのクルー達が虐殺された際には「今回ばかりは感情的にならざるを得ない」と怒りを見せた。乗機はE.S.ゼブルン。サイボーグならではのパワーと、腕に装備されたブレードを駆使して戦う。A.G.W.Sには乗れない。
ボーダフォン（現ソフトバンクモバイル）・i-modeで展開されているゼノサーガ外伝『パイドパイパー』（現在は配信停止）では人間だった頃の彼が主人公となる。
M.O.M.O.（モモ）
声 - 宍戸留美
年齢：外見上は12歳 / 身長：141cm / 体重：36kg
M.O.M.O.は「Multiple Observative Mimetic Organicus (汎観測レアリエン)」の頭文字。百式汎観測レアリエン(合成人間)のプロトタイプ。ミズラヒ夫妻の亡き娘・サクラの姿を模してグノーシス観測用に造られた。ヨキアムとの直接の対面は一度もなく、愛情を注がれた体験もないが、完成前に与えられた情報などにより、博士に対して強い愛情を抱いている。心身に異常をきたす病のサクラを救うことが最初の目的であり、不必要なまでの自我が与えられている。ユリに対しては母として慕っているが、その出自故にユリには避けられている。故ヨアキム・ミズラヒが彼女の深層意識の中にY資料と呼ばれるゾハルに関する研究資料を封印した。人間に憧れている。Iでは魔法少女のようなステッキで戦っており、エーテルもファンシーなものが多かったが（魔法少女に変身する技が存在し、専用のムービーが付いている）IIからは弓矢に持ち替えた戦闘スタイルになった。劇中では語られないが通常のレアリエンとはまったく別次元の存在であり、幼態擬装の期間が過ぎると普通の人間と同じように成長し、場合によっては受胎すらも可能である。乗機はE.S.ゼブルン。IではA.G.W.Sを持っていないため、乗せたければ他のキャラクターと交換するか新しく機体を買う必要があった。『無限のフロンティアEXCEED』では、別世界に飛ばされたKOS-MOSを捜索するためにエンドレス・フロンティアの世界にエンセフェロンダイブを経由して飛んでいったことがある。
ジン・ウヅキ
声 - 田中秀幸
誕生日：T.C.4732年 / 年齢：35歳 / 身長：183cm / 体重：75kg
シオンの年の離れた兄。元星団連邦特殊作戦軍情報部大尉。Iで少しだけ登場した後、IIで仲間になる。またIIとIIIの間のエピソードになる『ミッシングイヤー』の主役でもある。温厚な性格だが刀術の達人で、生身で敵のA.M.W.S.を一刀両断にするという離れ業を見せ、E.S.での戦闘でも一人乗りとは思えぬ強さを発揮する。また、仕事一筋でずっと実家に帰ってこないシオンに対し「両親の法事ぐらいには帰って来なさい」と電話をしてよこす、T.C4700年代ではローテクとして敬遠される紙媒体の古書店を営むなど、様々な文化が形骸化、あるいは廃れている時代において、古い知識や慣習に触れることを好み大切にする、文化人としての一面も併せ持つ。一方、当の妹であるシオンはジンの実力を知らなかったらしく、「しょっちゅう刀を持ってニヤニヤしている変な人」と思い込んでいた様子。オルムスの司令官であるマーグリスとは祖父から刀を習った同門であり、同時に宿命の敵でもある。また、オルムスの異端審問官の一人であるペレグリーとは彼女が星団連邦に所属していた時期となる過去に恋人関係にあったらしい。一方、妹のシオンからは、父・スオウと母・アオイを守れなかった事から、微妙な関係となってしまっており、ヴェクターに就職した彼女と疎遠になりつつある状態だった。
ミルチア紛争の起こった14年前の時期、シオンを救いたいが為にオルムスに手を貸してしまい良心の呵責に耐えられなくなっていた父・スオウから、密かに情報をリークされていた。ミルチア紛争時には出撃し、その際にケイオス達との知遇を得ており、ミルチアが滅びる寸前に父であるスオウからの連絡を受けてシオンを救出する。ミルチア紛争以降は軍を退役し、第二ミルチアでシオンを育てつつ、色々職を転々としていた（シオンによると「半年続いた例がない」とのこと）。
『ゼノギアス』の「シタン・ウヅキ」に類似しており、高い戦闘力、武器、性格、口調、声優と共通点も多い。初期のPVではシタン同様にメガネを掛けていた。シタンの搭乗機にはアニマの器「アシェル」が搭載されている。
乗機はE.S.ルベン。『ゼノギアス』と本作でのキャラクターとアニマの器の対応は必ずしも一致しないが、エピソードIIIエンディングでジンは補器として搭載されたエルデカイザー用のリアクターによりアシェルを駆っている。
Jr.（ジュニア）
声 - 川崎恵理子
誕生日：T.C.4755年 / 年齢：26歳（外見上は12歳） / 身長：140cm / 体重：38kg
クーカイ・ファウンデーションの代表理事の一人。表向きはクーカイ・ファウンデーションの代表であるガイナン・クーカイの養子（ガイナン・クーカイ・Jr.）となっているが、正体はディミトリ・ユーリエフの遺伝子によって生み出されたU.R.T.V.の一体で、本名はルベド。外見年齢は12歳程であるが、実年齢はガイナンよりも年上の26歳で、同じくU.R.T.V.のアルベドの双子の兄にあたるのだが、アルベドに対しては愛憎の入り混じった複雑な感情を抱きつつも対立関係にある（『エピソードII』で決着をつけながらも死別し、『エピソードIII』にてようやく和解に至っている）。669人製造されたU.R.T.V.の中でも「変異体」と呼ばれる特殊な個体で、誕生してから二十年以上経った現在も高い戦闘能力を保持している反面、肉体年齢が12歳の子供のままとなっている。ファウンデーションの仲間達からは「ちび様」の愛称で呼ばれている反面、過去の数々のトラウマから本名のルベドで呼ばれる事を嫌っている。Jr.自身もガイナンやファウンデーションの仲間達を家族の様に思っており、それ故にガイナンが自分達のユーリエフに乗っ取られた挙句、デュランダルのクルー達がメリィ達を除いて皆殺しにされた際は、怒りを見せている。
肉体は子供のままだが、相応の年月を生きて人生経験を積んでいる為、性格面は比較的大人びている。かなりの博識でもあり、劇中では昔のものとして敬遠される紙で出来た本を読むのが好みで、『エピソードII』ではジンが営んでいる古書店では何冊も買い込もうとし、同行していたケイオスを呆れされた程。普段は大人びている反面、身長にコンプレックスを抱いたり（モモよりも1cm低い）、『エピソードI』ではガイナンから紙箱入りのマカロフをプレゼントされてはしゃぐ等、外見相応の子供っぽさを見せる面も。一方、一度精神的に参ってしまうと周囲に攻撃的態度を見せてしまう事があり、過去に関わったミルチア紛争やアルベドに関連する事だと顕著になる。
古式銃（『エピソードIII』ではショップにデザートイーグルが登場する）を武器とし、戦闘スタイルは『ゼノギアス』のビリーに似ている。「Go ahead, Make my day.」（映画『ダーティハリー』の主人公・ハリー・キャラハンの決め台詞。「やれよ、楽しませてくれ」の意）」という決め台詞をよく口にする。乗機はE.S.アシェル。
エピソードI終盤からエピソードII全体にかけての主役であり、パーティのリーダー的存在となる。また、モモのオリジナルとなるサクラ・ミズラヒは初恋の存在となっており、生前の彼女とかわしていた約束が現在のJr.の精神的支柱となっている。
アレン・リッジリー
声 - 平田広明
誕生日：T.C.4743年 / 年齢：24歳 / 身長：176cm
KOS-MOS開発計画統合オペレーションシステム開発室副主任。シオンの退社後は新主任となる。年齢はシオンより2歳年上だが、シオンが飛び級のため1年後輩にあたる。どことなく頼りない風貌と性格で戦いの場では傍観者に徹していることがほとんどだが、実際の彼は家（実家は資産家）の力に頼らず自力で連邦でも有数の名門であるボロメオ大学を卒業し、ヴェクターに入社したほどの努力家である。家族構成は父方の祖父母に両親に兄が数人いるらしい。その中でアランという4つ上の兄がいる。
シオンに想いを寄せているのだが、シオンがアレンのことをさして気にしていないことや、ケビンとシオンの関係をアレンは知っているためになかなか踏み切ることができない。事情を知らない部下たちに背中を押される形で行動を起こそうとしても功を奏することはほとんどない。
エンジニアとしては非常に優秀だが、ヴォークリンデの事件以降、エンジニアとしての仕事をすることが減ったためI、II共に活躍の場面などはほぼなく、たまに活躍しても気にされず、ひたすらヘタレさと可哀想な男っぷりが強調されていたが、IIIではシオンを助け出す為に一時的に戦闘メンバーに参戦できる（使用武器はボウガン）。また物語終盤では捨て身の説得でケビンからシオンを取り返し、単身グノーシスに突撃し撃退するなどの見違えるような姿を見せ、エンディングでは念願叶ってシオンと結ばれる。E.S.ディナに同乗することがある。

### エルザのメンバー
マシューズ
声 - 石塚運昇 / 乃村健次
誕生日：T.C.4727年 / 年齢：40歳 / 身長：177cm
航宙貨客船エルザの船長。元星団連邦政府軍海兵隊所属。40歳。生来の浪費癖と、ケイオスに出会った時の事件が原因で莫大な借金を抱えている（ケイオス曰く「借金の多さは誰にも負けない」事が彼を定義付けているとの事）。彼が所有するエルザも借金の担保になっている。その莫大な借金を返すイベントがIIに存在するが、全額返済は至難の業である。スパイスシスターズと言うアイドルグループの大ファンで、ライブは映像ではなく生で見ないと気が済まない程。
トニー
声 - 子安武人 / 三浦祥朗
誕生日：T.C.4738年 / 年齢：29歳 / 身長：178cm
エルザの操舵手。29歳。普段は女好きの優男だが、操縦桿を握るとスピード狂となる。操縦者としての腕は超一流であり、全編を通して披露しては幾度となく仲間の危機を救っている。モモが小型艇で卓越した操縦テクニックを見せると対抗意識を出し、サイズが全然違うエルザで無茶な操縦に出た（後に操縦者がモモだと知って愕然とした）。
ご先祖様を大切にするようにと言う祖母の言いつけを守っていたり、念仏を唱えるなど幽霊的な存在を信じているフシがある。
ハマー
声 - 松野太紀 / 高戸靖広
誕生日：T.C.4740年 / 年齢：27歳 / 身長：176cm
エルザのナビゲーター。27歳。トニーとは幼馴染。天才ハッカーであるが、調子に乗ってある犯罪組織のデータベースにハッキングしたため命を狙われ、それをマシューズによって救われたというエピソードがある。『ゼノギアス』に彼と同名で性格もよく似たキャラクターが存在するが、『ゼノギアス』のハマーと違って普通の人間であり、最後まで生存する。
『ゼノサーガI・II』では最後のサブストーリーを飾っている。
作中の世界では直接機器と体をリンクすることでキーの操作などを手を使わずに行えるが、手打ちでナビるのが美しいと全ての操作を手で行っている。
ハカセ
声 - 青野武 / 麻生智久
エルデカイザーの開発者。エピソードIではクーカイ・ファウンデーションにてロボットアカデミーを開いていたが、エルザをスーパーロボットの母艦にしようと企んだ「機動要塞エルザ計画事件」に乗じてエルザクルーとなる。当初はサブイベントのみの登場の脇役だったが（『ゼノサーガI・II』でも同様）、『ゼノサーガ フリークス』で頭角を現し始め、IIIではメインストーリーに参加し、いつの間にか物語中でも重要な位置を占めるようになった（KOS-MOS バージョン4にはエルデカイザーの技術が使われている、アニマの器を失ったE.Sアシェルをエルデカイザーのリアクターで動かすなど）。
百式観測器の防壁すら易々と突破してデュランダルのマザーベースにハッキングを仕掛けることが出来る程の技術を持つ。が、観察と称してシオンのシャワーをカメラでこっそり盗撮していたことも。
スコットクン
声 - 中井和哉 / 金子英彦
ハカセの助手。ハカセ同様、いつの間にかストーリーに関わるようになった。本人は別にスコットと呼ばれても良いようだが、ハカセにしてみれば「クン」を付けずに呼ぶ事はハカセを「ハカ」や「ハ」と呼ぶ事と同じなので駄目らしい。モモは律義に「スコットクンさん」と呼んでいる。

### デュランダル
ガイナン・クーカイ
声 - 山寺宏一
誕生日：T.C.4741年 / 年齢：26歳 / 身長：188cm
星団連邦ミルチア自治州に属する特殊財団“クーカイ・ファウンデーション”代表理事の一人。彼についての詳細はU.R.T.V.の項目を参照。
メリィ・ゴドウィン
声 - 釘宮理恵 / 白石涼子
誕生日：T.C.4747年 / 年齢：20歳 / 身長：170cm
ライフリサイクルによって生まれた変異体。関西弁らしき言葉を使う。20歳。ある製薬企業が保有していた非合法の実験体であり、後に(12年前に)ファウンデーションによって保護された。シェリィの妹。Jr.を誘ってお笑いユニットを結成するつもりらしい。
物語終盤のデュランダル襲撃の際にディミトリに撃たれて重傷を負うも、ナノ治療により回復。戦いの後はシェリィと共にシオン達の旅に同行する。
シェリィ・ゴドウィン
声 - 高田由美 / 山崎和佳奈
誕生日：T.C.4745年 / 年齢：22歳 / 身長：170cm
ライフリサイクルによって生まれた変異体。メリィとは対照的に物静かな女性だが、口うるさく怒らせると怖い一面もある。22歳。彼女達を含め、デュランダルのクルー達はJr.を「ちび様」、エルザのメンバーは「ちび旦那」と呼ぶ。
量産型百式観測器
声 - 野中藍
百式汎観測レアリエンの量産型達。ヴィルヘルムがファウンデーションの出資者である縁により、軍配備前の運用テストとしてデュランダルに配属されている。外見は全員同じだが、全てを数値で測ろうとする者もいれば、人間に近付こうとする者もおり、他にもカジノでギャンブルに熱中する者、意味も無くデコーダを怖がる臆病な者、メリィに影響されて関西弁で話す者、仕事が遅いからとこっそりサボる者など、性格はそれぞれ個性的。プロトタイプであるモモの事を姉のように慕っており、モモも彼女達を妹達のように思っている。
物語終盤のデュランダル襲撃の際、ガイナンの身体を乗っ取ったユーリエフ率いる一派によって、デュランダルのクルー達諸共、皆殺しにされてしまう末路を迎えた。
『ゼノサーガI・II』ではヴォークリンデに一体存在する。シオンに名前を付けてもらうが、その正体はアルベドの元から逃げ出して来たキルシュヴァッサーであった。

## ヴェクター
ヴィルヘルム
声 - 檜山修之 / 緑川光
株式会社“ヴェクター・インダストリー”の創設者にしてCEO。詳しい経歴は謎に包まれている。ケイオスの事を“イェオーシュア”と呼ぶ。E.S.に似た機動兵器「ヨシュア」を持つ。同機は曙光のメインリアクターとしての機能がある。E.S.がアニマの器からエネルギーを引き出しているのに対し、ヨシュアのエネルギーの供給はヴィルヘルム本人が行っている。

実数宇宙の管理者であり宇宙が創造された時点から存在している。
カナン
声 - 神谷浩史
ヴェクターから第二ミルチアへと貸与された特殊記録素子搭載型レアリエン。ジギー、ヴォイジャーとはジギーがまだジャン・ザウアーだった頃よりの因縁がある。カナンとは搭載されている特殊プログラムの名前であり、本来の名前はラクティスという。エピソードIIでは同行者扱いなので戦闘に参加しないが、エピソードIII序盤ではナイフを武器として一時的に参加する。
ミユキ・イツミ
声 - 宇和川恵美
誕生日：T.C.4747年 / 年齢：20歳 / 身長：161cm
シオンの後輩。シオンの武器は彼女の発明品で、普通人のシオンが戦えるのもそのおかげなのだが、ろくに試験もしていないものを平然と送りつけ「ついでにデータ取りをお願いします」などと言ってくるなどと先輩のシオンすらを実験用のモルモット扱いするため、その度にシオンは不安がっている。脇役の割には見せ場が多く、エピソードIIIでは一時的に戦闘に参加する。
ユキヒラ・トガシ
声 - 稲田徹 / 中尾良平
ヴェクター第一開発局、KOS-MOS開発計画統合オペレーションシステム開発室研究員。副主任のアレンをからかうことを生き甲斐としている。ミユキに惚れている。エピソードIIでは全く姿を見せず、エピソードIIIでようやく再登場した。
T-elos
声 - 鈴木麻里子
最新型対グノーシス戦闘用アンドロイド。KOS-MOSよりも人間らしい人格を備えてはいるが、非常に好戦的で冷徹な性格であり、性能はKOS-MOSを遙かに上回る。髪や肌の色を除けば外見はKOS-MOSに非常に酷似している。その躯体はある女性の体を元に作られており、80%が生身の人間と変わらない。KOS-MOSを上回る性能と躯体強度を持つのは、U.M.N.の物理事象面に干渉し、物理法則を言わば書き換えて動いている為。これは原理的にはE.S.ユダが持つ全てを切断する能力と同じ物である。KOS-MOSの正体と密接に関係がある。なお、「テロス」とは「終わり」もしくは「完成」という意味である。KOS-MOS同様に『無限のフロンティア スーパーロボット大戦OGサーガ』シリーズと『PROJECT X ZONE』シリーズにも登場しており、味方になる場合はKOS-MOSと一時的に休戦することになる。

### テスタメント
ローブと仮面によって素顔を隠した謎の男たち。ヴィルヘルムの手足となって暗躍しているが、独自の思惑で行動する事もある。ゼノギアスに登場する重要人物ワイズマンと非常に酷似した服装をしている。また、それぞれが待とう外套は『ヨハネの黙示録の四騎士』を想起させる物となっている。
ケビン・ウィニコット
声 - 石川英郎 / 中尾良平
年齢：26歳 / 身長：186cm
シオンの上司であり恋人だった人物。享年26歳。天才的頭脳の持ち主であり、生前時においてもKOS-MOSの基礎理論や相転移砲といった超常的な発明をしている。レアリエンに関する造詣も深く、シオンの行っていたレアリエン達へのメンタルケアもまた、ケビンからの「受け売り」となっている。だが、輝かしい業績を持っていながらも、若くして飛び級によってボロメア大学を卒業した以前の過去の経歴に関しては一切不明となっている。ボロメア大学卒業後となるU-TIC機関時代ではヨアキムの助手を務めており、その頃既にKOS-MOS理論は完成させているのだが、一方でマーグリスやセラーズとの密談を行っている等、立場にそぐわない不可解な行動も目立っていた。また、ベクター・インダストリー時代は人格者と呼べる振る舞いをしていたものの、この当時は非常に尊大で冷酷な振る舞いが目立っており、レアリエンに対しても「所詮は消耗品」、「失ってもまた製造すれば良いだけのもの」とにべもなく言い放つ等、完全にモノ扱いしかしておらず、バージルを救ったフェブロニアにも高圧的な態度を見せる等、止む無くU-TIC機関と協力関係にあったスオウや師のヨアキムからも難色を示される問題的な人物であり、テスタメントになってからの態度からも、これが本質的な性格と言える。
実は幼少期よりヴィルヘルムとは協力関係にあり、テスタメントになる以前より彼に仕える部下達の中でも抜きん出た立場にあった。惑星ミクタムの出身者で、母親共々古来の地球より連綿と続いてきたゾハルに関わる一族の血を引いていた。幼き日に、星団連邦が行ったゾハルの起動実験の失敗によりグノーシスが大量発生し、目の前で母がグノーシス化すると言う経験から宇宙の全てを憎むようになる。その後に接触してきたヴィルヘルムから「永劫回帰」について教えられた結果、母親との日々を取り戻そうと考え、彼の下に就く事になった。彼に与えられた任務は「虚数領域に意識を拡散されたマリアの復活と覚醒」にあり、ヨアキムに師事したのも彼を利用してゾハル関連の知識を得る為で、KOS-MOSの設計・開発もマリアの意識を入れる為の「器」とする為であった。特にヨアキムが天の車を改造して娘・サクラの意識をM.O.M.O.に移した行動は、KOS-MOSにマリアの意識を改修させる為のシステムを組み込む事に大きく関与している。そんな中でゾハルとの親和性の高いアオイの娘であるシオンに接触。当初は彼女の平和を願っての行動を嘲笑っていたが、彼女のひた向きさを見た結果、それまで抱いていた母親よりも彼女へ執着していく事になる。そしてミルチア紛争勃発後、意図的に暴走させたレアリエン達によりフェブロニアが捕食される形で死亡。更には自らの開発した戦闘用レアリエンである「アスラ27式」も暴走させてスオウとアオイの二人も殺害。これによってシオンの「巫女」としての力を覚醒させようとしたが、目論見は完全に外れてしまい、シオンの絶望の意を受けたゾハルは暴走して大規模なグノーシスを呼び込んだ上に、シオンはウ・ドゥによる浸食を受けてしまい、苦肉の策としてヨアキムがミルチアそのものを封印するという惨劇にまで繋がった。その後、成長したシオンとヴェクターで再会し恋仲となり、KOS-MOSアーキタイプの暴走でシオンを庇い死亡するが、これもアンドリュー等を利用した自作自演でしかなく、ヴィルヘルムの手によって密かに赤のテスタメントとして復活している。
テスタメントになって以降は、シオンとKOS-MOSを監視しており、ヴォークリンデ襲撃時にKOS-MOSが意図的にバージルを射殺したのも、彼を新たなテスタメントとして迎え入れようとしたケビンの仕組んだ事であった。しかし、この時期において彼を動かしていたのはシオンへの想いであり、ヴィルヘルムへの義理や忠誠心では無かったが、ミルチア紛争時の行動から見てもその想いは極めて独善的で、シオン以外の人間達がどうなろうと全くの無関心で、彼女の仲間達の事も「部外者」呼ばわりして切り捨てる程。その後、自らの正体を明かし、ウ・ドゥに浸食された状態のシオンを言葉巧みに誘導し、終盤になって仲間達と敵対させるまでに至ったが、アレンの身を挺した説得と、自らに賛同しないマリアとしての意識を覚醒させたKOS-MOSにより、最終的にシオンからは拒絶される事になった。
戦闘時は西洋の鎧を纏ったような姿になる。乗機はE.S.ユダだが戦う機会は無い。赤のテスタメントとしてはエピソードIから登場していたものの、エピソードIIIで明かすまでその正体は謎に包まれていた。なお、彼がT-elosの開発者として変装していた時に名乗っていたロート・マンテルという名前はドイツ語で「赤」、「外套」という意味である。
ルイス・バージル
声 - 関智一 / 森田成一
年齢：32歳 / 身長：179cm
星団連邦政府軍所属の海兵隊中尉。享年32歳。レアリエンの体組織を摂取した結果起こる「DME中毒」に侵されており、全身の肌が火傷の痕のように変質してしまっている。レアリエンの生命や人格を尊重するシオンに対して「お為ごかしは反吐が出る」と言い放ち、人間の道具として生み出されたレアリエンに差別意識を向ける言動や振る舞いが目立つが、ただ感情的に差別を向けているだけとは言えない。レアリエンの人権について議論を呈する人間がいながら、レアリエンである彼（彼女）達は自爆さえも辞さなくなる制御コードによって「奴隷」の様に縛られており、レアリエンの人権を主張するシオンですらコードを解除出来る技術を持ちながらも誰もやろうとしないという矛盾を理解しているからこそ、レアリエンを人間として扱おうとしないでいるとも解釈出来、そういった部分も含めれば、バージル自身が本当に反感を向けているのは「レアリエンの人権を主張しながらも行動の全く伴っていない人間の偽善」そのものと言える。
エピソードI冒頭におけるグノーシスのヴォークリンデ襲撃の際、レアリエンたちを盾にする形でグノーシスに攻撃。仲間であるレアリエンたちを巻き込んで殲滅した。しかし脱出直前、グノーシスを攻撃しようとしたKOS-MOSの銃撃に当たり死亡。皮肉な結末を迎えた。と思われていたがエピソードIの終盤に青のテスタメントとして復活したことが判明する。エピソードIの後半ではグノーシスに変身しシオン達と対決。アルベドと入れ替わる形で戦線離脱した。
18歳であった14年前の時、かつてのミルチア紛争に参加しており、お互い気付いていなかったが、幼少期のシオンとも出会う事になっている。元々レアリエンを忌避していたが、フェブロニアによって彼女の臓器を提供される形で命を救われており、それによってDME中毒を患うという代償を背負いながらも、レアリエンに対する差別意識が変わろうとしつつあった。だが、ケビンによって意図的に暴走させられたレアリエン達によって、辛うじて自我を保っていたフェブロニアが無残にも貪り食われる形で殺されてしまう光景をシオンと共に目の当たりにし、この時が大きなトラウマとなって、ミルチア紛争からの生還後は、レアリエンに対してより激しい拒絶反応を示す様になった。しかし、同時にその胸中には惹かれつつあったフェブロニアを守れなかった事への強い未練が燻っており、それがテスタメントへと至る最大の要因となった。
乗機、E.S.ナフタリはディナと同じ可変機構を備えた砲撃戦に特化した機体。武装は胴体下部の機銃と機体後方部に位置するレーザー砲4門とミサイル、大型の砲撃兵装「バスターランチャー」。
ヴォイジャー
声 - 辻谷耕史
テスタメントの一人。黒い外套を纏っており、メンバーの中で最初にテスタメントとなった。過去にジギー（ジャン・ザウアー）の妻子を殺した男であり、ジギーをテスタメントへ誘おうとした。本名はエーリッヒ・ウェーバーであり、かつてはジャン・ザウアーと同じカウンターテロ部隊に所属していた。死に対する強い恐怖を抱いており、それから逃れる為にテスタメントになった。ジギーを精神的に苦しめることを楽しんでいるが、これは彼の暇つぶしのようなものらしい。彼が呼ばれるヴォイジャーとは彼がテロリストとして活動していた時に使っていた偽名。
乗機はE.S.ダン。
アルベド・ピアソラ
声 - 山寺宏一
誕生日：T.C.4741年 / 年齢：26歳 / 身長：190cm
メンバーの中でも最後にテスタメントとなった存在。白い外套を纏っており、『エピソードII』の終盤にてJr.と決着をつけて落命したアルベドを「惜しい」と思ったヴィルヘルムに選ばれ、『エピローグ』にて彼から「ツァラトゥストラを紡ぐ者」と評された。
乗機のE.S.はシメオンだが、生前の時とは形状が大幅に変わってしまっている。
詳細はU.R.T.V.の項目を参照。

## U-TIC機関（オルムス）
マーグリス
声 - 中田譲治 / 楠大典
誕生日：T.C.4723年 / 年齢：44歳 / 身長：184cm
U‐TIC機関総司令であり、オルムスの異端審問官長の一人。民衆を「血肉の詰まった皮袋」呼ばわりし、失われる人命にも全く関心を示さないなど冷酷な性格。教皇ではなく、ハインラインに絶対の忠誠を誓っており、ハインラインの語る「ロストエルサレムへの帰還」という理想に全てを捧げている。シオンとジンの祖父の下で剣術を師事していた過去を持ち、ジンとは深い因縁がある。額から目を突き抜け頬に走る傷は、エピソードII序盤のミルチア紛争の際に行われたジンとの対決による。
この対決の折、シオン達の祖父の門下であった頃のマーグリスはジンよりも剣の腕が上であったが師には認めてもらえずにいたことが語られた。この対決では剣での勝負に勝利したものの強さを求めるが故に力に固執している節があり、直後のエーテルによる一騎討ちではジンの機転によって敗れている。この後も幾度となく刃を交えるも決着はエピソードIIIまで持ち越しとなる。
『エピソードIII』の最終章、オルムス発祥の地である惑星ミクタムにて忠誠を誓っていたハインラインの思わぬ正体に驚愕。オルムス発祥の真実を聞かされた事で愕然とする事になる（ハインライン曰く「信仰心が強過ぎた」）。そして何も知らずに戦いの中で散ったペレグリーの死後、自らが下らない戯言に振り回されていただけの道化に過ぎなかった事を自覚しつつ、「道化にも意地がある」として自らにたった一つ残された真実である「ジンとの決着」をつけるべく、E.S.による一騎討ちに敗れるも戦いの素養の意味を知る。最後は死の間際に己の手で自身に決着を着けるべく切腹、愛機は仁王立ちのまま機能を停止するという凄まじい最期を遂げた。
乗機はE.S.レビ。
ペレグリー
声 - 原えりこ / 山崎和佳奈
誕生日：T.C.4732年 / 年齢：35歳 / 身長：171cm
オルムスの異端審問官の一人。U‐TIC機関及びオルムスの指揮を執りマーグリスを補佐している。マーグリスに対して人道を説くなど一見すると優しげな人間に思えるが、組織の目的のためには非情に徹する姿勢を見せる。かつては星団連邦の軍人で、その経緯から同じく星団連邦の軍人であったジンの恋人だった。
惑星ミクタムに存在していた「ゾハルの民」の血を引いており、かつてゾハルの力を求めた星団連邦によってゾハルを奪われた挙句惑星ミクタムが死の星になった経緯から、星団連邦を激しく憎悪し、オルムスの託宣は存在そのものが正義であり真実と断じる等、教義に対して狂気的に取りつかれている。
『エピソードIII』の最終章、オルムス発祥の地である惑星ミクタムにてジン達と対峙。マーグリスからハインラインの正体やオルムス発祥の真実について聞かされたらしく、自分達の行いを「欺瞞」でしかなかったと断じるジンの言葉を肯定した上で、彼とは分かり会えないとE.S.戦での戦いを挑む。そして敗北後、ジンに爆発するE.S.からの脱出を促されながらも、既に生きる事に絶望していた結果、「人にはそれぞれ歩むべき道があり、あなたとは交わらない」と拒み、そのまま乗機と運命を共にして死亡した。
乗機はE.S.イサカル。
アンドリュー・チェレンコフ
声 - 江川央生 / 伊井篤史（PV）
年齢：36歳 / 身長：177cm
星団連邦軍海兵隊中佐兼U-TIC機関工作員。36歳。ケビン・ウィニコットが死亡することとなったKOS-MOSアーキタイプ暴走事件の引き金を引いた男でもあるが、これはケビンの仕組んだ策略で、シオンの「巫女」としての力の覚醒を促そうとしていた彼に利用されていただけであった。
その正体は、ミルチア紛争へと繋がる事になるツォアル事変が起こった翌年に、戦争の道具として生み出されてしまった人造生命体である。他の仲間達の様に、破壊や殺戮を存在意義として生きる事に適応しきる事が出来ず、適応したり死んで逝った仲間達が羨ましいとさえ考えていた。戦争が終わって世界に取り残される形で生き延びてしまったアンドリューは、何とか普通の社会に適応しようとしたが、その先にあったのは、ある意味で戦場以上に冷酷な社会の仕打ちだった。
殺戮兵器としての自分自身を抑制する為に薬を服用し続けていたが、その衝動を抑えきることはできず殺人を犯してしまい、一度目の裁判を受けた後「第7種人格矯正処置」を受けて、自身の弁護をしてくれた弁護士の女性と結婚する。しかし彼女は、アンドリューの遺伝子に問題があるのを利用し「自分自身のクローン」を合法的に生み出し育てるのが目的で、自分たちの子供では駄目なのかと問いただすアンドリューに、彼女は結婚したのは「ボランティア」であり「核酸の分際で見苦しい」と口汚く罵る。その結果、アンドリューは自制が効かなくなり、彼女を殺害してしまう。その後、レアリエンと同様の一生命体として人権を剥奪され「第8種人格矯正処置」を受けるが、外出の許可を得た時に偶然にも亡き妻のクローンに出会い、彼女に「ごみ」呼ばわりされたショックで、またしても殺人を犯してしまう。
度重なる不幸による暴走で「第9種人格矯正処置」のサンプルとして拘留されるが、自分の存在を否定されたまま消されることを強く恐れ、暴走して留置場の職員や、その応援に現れた連警特殊部隊三個小隊隊員全てを次々と殺害。しかし、それを聞きつけ現れたマーグリスに軽くいなされ、「お前が存在しているその証を見せてくれ」と言ってもらったことで初めて他者から必要な存在と見てもらい、マーグリスの為だけに生きることを決意する。彼への忠誠の為ならば冷酷な行動も辞さないが、その本質は決して根っからの悪人ではなく、シオンの優しさに戸惑いを見せることもあった。
ヴォークリンデでのグノーシス襲撃以降もシオンたちと行動を共にしていたが、巨大グノーシスの胎内でグノーシス「ガーゴイル」と化し、シオンたちに襲い掛かる。最終的には倒され、アンドリューの心に呼応したシオンと邂逅。モノクロの海しかない空間で、自分の過去や、自分自身が世界の全てを拒絶していたこと、そして何も無い孤独な世界こそが自分の求めていたものだったことを語り、最後にやがてシオンもここに来ることになると言い、その哀しい生涯に幕を閉じる。
ゼノギアスに登場する重要人物カーラン・ラムサスのリデザインに当たる。精神のバランスが危うい、「ごみ」と罵倒される、恋人に利用されるなど共通する部分が多々あるが結末は異なる。
少佐
声 - 風間信彦 / 福原耕平
ヴォークリンデに搭乗していた連邦軍人だが、その正体はU-TIC機関工作員。顔に×の模様が入っている。「たるんどるぞ!」と事ある毎に部下を殴り飛ばしており、無茶苦茶な言い掛かりや「マシンと化して不眠不休で働け!」「腕立て伏せ一億回!」などの問題発言も多い。EPIIではナグルファル主砲で、I･IIではプロト・ドーラでシオンたちと戦う。兄がいるという設定であり、後に彼によく似ているが顔に模様の無い連邦軍人が登場する。
顔の模様やキャラクター設定が『ゼノギアス』の登場人物「ヴァンダーカム」に類似しており（ただし、『ゼノギアス』の方の模様は十字）、戦艦の巨砲で戦ったり、搭乗する機体が「ドーラ」という共通点がある。EPIの会話中に「ヴァンダーカム少佐」と言う人物名が一度出ており、用語集ではこの少佐と同一人物かは不明とされているが、ヴォークリンデを脱出したU-TIC機関の工作員に少佐の階級を持つ人物は他にいない。
『ゼノブレイド』でも「ヴァンダム」という名前や初登場時の部下とのやり取り、滅茶な懲罰、声優まで同じキャラクターが登場。また、彼が所属するコロニー9で彼の部下が民家にぶつけて動かなくなった自走砲の名前は「ドーラ」である。
リヒャルト
声 - 置鮎龍太郎
オルムス異端審問官の一人。外見は13〜14歳前後。二重人格に近い性格をしているが、これはかつて姉の死を目撃したことがきっかけである。レイピアの使い手。
最後はヘルマンと共に惑星ミクタムとの戦いでシオン達に敗れて死亡する。
乗機はE.S.ガド。
ヘルマン
声 - 三木眞一郎
オルムス異端審問官の一人で棍の使い手。劇中では語られていないが、かつて、星団連邦軍海兵隊に所属していた時はマシューズ軍曹が率いる部隊に配属されていた。彼の家系はリヒャルトの家の個人的家臣であり、彼自身も幼少のころからリヒャルトに忠誠を誓っている。その一方で海兵隊時代にマシューズから受けた恩を忘れてはおらず、ドラマCDでは計らずとも敵対関係になったことを知った際には彼の身を案じる言動もあった。リヒャルトと共に、ゲーム本編ではその姿を確認できないが、I・IIで容姿が明らかになった。マシューズが借金塗れになったそもそもの元凶だったりもする。
最後はリヒャルトと共に惑星ミクタムとの戦いでシオン達に敗れて死亡する。
乗機はE.S.ヨセフ。
セラーズ
声 - 佐藤正治
U-TIC機関でヨアキムと共にゾハルの研究に参加していた。エピソードIIIではディミトリの元でオメガの調整を行っている。かつての同僚であるヨアキムを越えることに強い執念を燃やす。足に障害があるため、浮遊する椅子に常に座っている。この障害はミルチア紛争時の負傷によるもの。
教皇
声 - 大塚周夫
本名はセルギウス17世。移民船団の統治者で、オルムスの最高権力者。ゾハルへのアクセス能力を持つ。エピソードIIの実質的なラスボスであり、一度倒しても復活する（勝利画面を一度表示させると言うフェイントを行う）。更には復活後には背後のプロト・オメガを使って攻撃してくる。
I・IIでは生身の本人との戦闘からプロト・オメガとのE.S.バトルに変更された。
ハインライン
ハイアムズ社代表であり、オルムスの枢機卿。マーグリスからは「猊下（げいか）」と慕われている。
誰も姿を見たことがなく、その正体は謎に包まれている。実はヴィルヘルムによる自作自演であり、エピソードIII終盤で姿を現す。

## U.R.T.V.
名称のU.R.T.V.は、「U-do Retro Virus」の略称であり、ウ・ドゥの波動と対となる反波動を放つ事で対消滅する事を目的とした人造生命体（デザイナーズ・チャイルド）の総称でもある。計画立案者であるディミトリ・ユーリエフの遺伝子がベースとなっており、男性型と女性型の2種存在。固体No.669までが製造され、ミルチア紛争時の第三次降下作戦に500番台と600番台が投入、その殆どが命を落とした。
ルベド
声 - 川崎恵理子
Jr.のU.R.T.V.としての名前で、その名は「赤」を意味する。正式名称は「U.R.T.V.個体No.666レッドドラゴン」。アルベドとは背部が癒着している状態で生まれた癒着双生児であり、互いの存在を感じ取る事が出来る。実年齢はアルベドと同じく26歳であるが、とある事情により身体の成長は12歳くらいで止まってしまっている。
ニグレド
声 - 山寺宏一、少年時代：？（EPI）→高橋美佳子（EPII -）/ 日比愛子
ガイナン・クーカイのU.R.T.V.としての名前で、その名は「黒」を意味する。正式名称は「U.R.T.V.個体No.669エクスキューショナー」。Jr.(ルベド)を監視・抹殺する役割を持っていたが、その事を知りディミトリ・ユーリエフに反発し彼を殺した。が、その後体を乗っ取られることとなる。
アルベド・ピアソラ
声 - 山寺宏一、少年時代：？（EPI）→浦和めぐみ（EPII -） / 白石涼子
U.R.T.V.個体No.667。その名は「白」を意味する。Jr.とは、癒着双生児の関係にあり、彼に対しては非常に強い執着を見せる。エピソードIの敵役で、エピソードIIではラスボスとしても登場し、Jr.と決着をつける。
恐るべき速さの細胞再生能力を持ち、首を失っても簡単に再生してしまう。その為に、痛みや恐怖といった感情を理解できず、自分で腕や首を引き千切る等、常軌を逸した行為に躊躇いが無い。ミルチア紛争時、ウ・ドゥの暴走に恐怖したJr.（ルベド）が原因で、自身がウ・ドゥの波動に汚染する事になってしまい、狂気に取り付かれる。また、その時の影響が原因で、双子とも言えるJr.には裏切られたと思っており、Jr.に生きる方針を与えるきっかけになったサクラにも、嫉妬に近い憎悪を抱いている。
エピソードI、IIの時点では、U-TIC機関（オルムス）に所属。エピソードIでは、セラーズやマーグリスと共にヨアキム・ミズラヒが復元させた遺品「Y資料」を手に入れるべくモモを狙って行動していたが、真の目的はウ・ドゥとの完全な同化であり、エピソードIIにて再びウ･ドゥとの同化を果たしたアルベドは肉体を失い、局所事象変移の波動を起こしてJr.を待ち構える。
M.O.M.O.の試作型にあたるキルシュヴァッサーに対しては、非情とも取れる仕打ちを行うことが多いが、同じ認められなかった者同士、その内には常人には理解し難い絆があった模様。Jr.との決着後、天使となったキルシュヴァッサー達に抱かれながら、この世を去って逝った。
エピソードIIIでは白のテスタメントとなって復活し、ヴィルヘルムには「ツァラトゥストラを紡ぐ者」と評されている。しかし、ヴィルヘルムへの忠誠心は全く無きに等しく、その行動原理は全てJr.やガイナンの為であった。最後はディミトリに取り込まれたガイナンを救うべく、憎まれ口を叩きながらもJr.に協力。Jr.と本来の形である一つとなって消滅を迎えた。
乗機はE.S.シメオンであるが、テスタメントになってからは形状が大幅に変わる。
シトリン
声 - 水城レナ
U.R.T.V.の生き残りで、個体No.は、エピソードI、IIの間は不明なままだったNo.668である。女性型のU.R.T.V.。ディミトリに付き従っている。U.R.T.V.としての能力はガイナンと同一で、製造目的も彼と同じくレッドドラゴン（Jr.）の抹殺にあった。女性であるがためにディミトリの体になれない点のみが違い、そのガイナンとは懇意の仲だったようである。
デュランダルの占拠後、ディミトリを守るべくJr.達を待ち構えていたが、壮絶な戦いを繰り広げた末に敗北。死の寸前、Jr.に何の為に戦い続けるのかを問い、彼がサクラとの約束を守り続けているのを知ったシトリンは、未だに彼女の面影に縛られているJr.を「哀れ」と評し、息絶えた。
ディミトリ・ユーリエフ
声 - 阪脩
元星団連邦枢機院議員であり、Jr.やガイナンたちU.R.T.V.の遺伝子提供者。議員在任当時はかなりの実力者であり、現在でも連邦の内部に数多くの信奉者が存在している程である。ルベドの抹殺を拒否したニグレドによって死亡したと思われていたが、その時ニグレドの身体に乗り移って、密かにプロジェクト・ゾハルの指揮をとっていた。ミルチア宙域の局所事象変移事件の際、ニグレドを介して覚醒。議会内のザルヴァートル派および軍部を再び統率してデュランダルを襲撃し、メリィとシェリィ、ユリを除くほとんどのクルーたちを殺害。ゾハル･エミュレーターを強制起動させる。
星団連邦最初のザルヴァートルでもあり、かつてU.M.N.黎明期に行われた生体転移実験に参加していたが、実験中にウ・ドゥに接触。その精神を汚染されてしまった。この時の件をきっかけに、U.R.T.V.に精神を憑依させる能力を得て、これによって長い年月を生きながらえる事が可能となったが、同時にウ･ドゥに対する激しい恐怖心に取り付かれる事になり、恐怖から逃れるために、U.R.T.V.を組織。ウ・ドゥを消滅させようとした。
最後は自らの元に現れたルベドや、テスタメントとして現れたアルベド、そして意識を取り戻したニグレド三人の協力によって、完全な消滅を迎える事となった。
IIIに於ける彼との戦闘はIIの教皇と同様、背後のオメガを使って攻撃。更にその後は自らオメガに搭乗して機動兵器での戦いを演じる事になる。
ウ・ドゥ（波動存在）との接触で憑依能力を得る、またその存在を滅ぼそうとする、アベルを利用したなどゼノギアスの重要人物グラーフのリデザインにあたる。

## 特殊系レアリエン
フェブロニア
声 - 國府田マリ子
トランスジェニックタイプのレアリエン。エピソードI、IIでは度々シオンの前に現れ、妹達（セシリーとキャス）を救って欲しいと懇願する。エピソードIIIでは青のテスタメントであるバージルの前に現れる。尚、トランスジェニックタイプとはヒトの特性を併せ持つレアリエンのことであり、その体組織はヒトのそれと親和性がある。
セシリア
トランスジェニックタイプのレアリエン。フェブロニアの妹と劇中では表現されているが、実際はフェブロニアのクローンである。愛称はセシリー。
カタリナ
トランスジェニックタイプのレアリエン。フェブロニアの妹と劇中では表現されているが、実際はフェブロニアのクローンである。愛称はキャス。
キルシュヴァッサー
声 - ? / 広橋涼
M.O.M.O.開発のため、データ収集を目的に製造された観測用レアリエンの総称。M.O.M.O.開発のための実験体ともいえる。99体製造されており、モモが100体目にあたる。モモは彼女たちや量産型百式達を妹のように思っているが、量産型はともかく製造された順で言えばキルシュヴァッサーたちの方が姉にあたる。エピソードIにおいてはある場面を除いて一言も喋らなかったが、アニメ版や『ゼノサーガI・II』では99体のうちの1体がシオンと交流を持つエピソードがあり、ミルチア紛争時に天の車においてセラーズに起動されたことや、アルベドとの依存関係などのいきさつも新たに語られている。
アルマデル
声 - 川澄綾子
トランスジェニックタイプのレアリエン。『ミッシングイヤー』のみ登場。幼少時のシオンに会ったことがある。彼女を巡る事件が、シオンがヴェクターを辞めるきっかけとなった。

## ミルチア関連
スオウ・ウヅキ
声 - 坂口哲夫（EPI）→中多和宏（EPIII）
シオンとジンの父。連邦を裏切ったとされていたが、実はU‐TIC機関の情報を連邦に所属する息子のジンに流していた。また、妻アオイを実験体として差し出していたのはシオンがアオイと同じ病気であるためであり、シオンを救うためであった。幼い頃のシオンを庇って死亡する。
アオイ・ウヅキ
シオンの母。ウ・ドゥとの接触が原因で昏睡状態となる。ミルチアやミクタムに代表される移民船団系惑星の出身者は多かれ少なかれゾハル、並びにウ・ドゥへのアクセス能力を持っていることが多く、アオイやシオンの場合はそれが特に強かった。暴走したアスラ27式によって惨殺されてしまう。
ヨアキム・ミズラヒ
声 - 野田圭一 / 掛川裕彦
年齢：52歳 / 身長：172cm
モモの生みの親であり、ミルチア壊滅の原因を作った歴史上最悪の狂人とされる人物。ミルチア紛争の折に死亡する。エピソードIIIでは彼に関する全ての真実も明らかにされ、決して狂人などではなかった事がわかる。彼が発明したものにはネピリムの歌声やゾハルの制御システムなど危険な物もあるが、環境整備ナノマシン「エンバイラメンタル・バグ」等星団全域に貢献したものもある。
ユリ・ミズラヒ
声 - 進藤尚美
誕生日：T.C.4723年 / 年齢：44歳 / 身長：165cm
星団連邦接触小委員会、専門委員の一人。故ヨアキムの妻。病に苦しむ娘を懸命に育てようとしていた若い頃のユリは、そのストレスによって不寛容な態度でヨキアムに接するようになった。そのため、サクラを救う事が目的でプロトタイプM.O.M.O.を作製していたことを理解できず、娘を捨てたという認識しか持てなかった。M.O.M.Oが完成する前にサクラはユリの目前で自殺を遂げる。愛娘のサクラに似た百式たちとモモに戸惑いを見せ、モモに対して冷たく当たる。数々の事件を経るうちに夫ヨアキムと百式観測器を開発したこともありモモを一人の少女、サクラの妹と認め母娘として接するようになる。
サクラ・ミズラヒ
声 - 浅野真澄
ミズラヒ夫妻の娘。脳がU.M.N.に対する知覚に関する先天的な障害を持っていたため、実世界でコミュニケーションをとることが出来なかった。その治療の際にルベドたちと出会う。
ヘルマー
声 - 池田勝 / 稲田徹
第二ミルチア自治政府代表討議員。元星団連邦軍中将でかつてのジンの直属の上司であり、I・IIでは彼の自宅に直接訪れ、ジンに旧ミルチアでの調査を依頼してきた。
ラピス・ローマン
声 - 藤巻恵理子 / 斉木美帆
誕生日：T.C.4738年 / 年齢：29歳
星団連邦軍特殊作戦司令部情報局に所属する女性士官で、階級は大尉にあたる。U-TIC機関の策略でヴォークリンデ襲撃の嫌疑を掛けられたファウンデーションに赴き、ガイナンを拘束する。実はヘルマーの部下であり、連邦軍内に潜むU-TIC機関の動向を探るべく行動していた。シオン一行に身の証を立てるように告げ、「油断して逃げられた」という口実のためにわざとジギーに殴せて気を失う。Jr.には「クールな姉ちゃん」と呼ばれた。
アイゼン・メイガス
声 - 田中信夫
過去の人物。マイの祖父。ミルチアのダブリー鉱山で暮らしていた。
マイ・メイガス
声 - 佐藤利奈
過去の人物。重篤神経症治療施設に入れられている被験体の一人であるテスラ・メイガスの娘で、アイゼンの孫。なお、『ゼノギアス』には「マリア・バルタザール」という似たキャラクターが存在し、マイが操る「リューポルド」もマリアが操るゼプツェンに似たデザインとなっている。父親が残したという部分も同じである。ただし、マリアと違って肉弾戦は得意。

## 重要人物
ネピリム
声 - 冬馬由美
物語の序盤から度々シオンの前に現れ、助言をする謎の少女。U.M.N.にのみ存在しその実体が無いため、物理的に干渉することはできない。ロスト・エルサレム時代のゾハル制御プログラマ、グリモア・ヴェルムの娘であり、ゾハルの最初の暴走が引き起こした局所事象変異により“消滅”した最初の人物。なお、キャラクターデザインの観点から見れば、『ゼノギアス』のヒロインである「エレハイム」のリデザインであり、その容姿はエレハイムを幼くしたような姿。声優も同一人物を起用している。『エピソードIII』のエンディングにてエレハイムに酷似した大人の姿を見せる。
アベル
声 - 伊藤舞子、緑川光（ウ・ドゥ）
オメガの専属パイロットをつとめる少年。この次元よりも上位の領域の存在であるウ・ドゥが、下位領域で存在する為にとった実数（実体）としての形。虚数（意識）としての形が、劇中に登場する「アベルの方舟」である。ディミトリ・ユーリエフにより、ゾハルを制御する為の装置として利用されている。
キャラクターデザインの観点から見れば、『ゼノギアス』の主人公である「フェイ」およびその前世「アベル」のリデザインであり、ウ・ドゥの声には同じ緑川光が起用されている。『ゼノギアス』における同名の人物「アベル」とはデザインこそ同じであるものの、設定は異なる。
乗機はオメガ・レース・ノワエ、並びにオメガ・メテンプシューコーシス。もう1つ存在するオメガであるオメガ・ウーニウェルシタースは『ゼノギアス』のフェイの機体ヴェルトールに似ており、バックパックの展開と赤い変色を伴う変形機構、構えや技もヴェルトールと共通している。なお、ゾハル接触直後のオメガ・レース・ノワエの形状は、フェイが最後に乗ることになる「ゼノギアス」に似ており（ゾハルとの接触で変異したという設定も同一）、メテンプシューコーシスは『ゼノギアス』の実質的な最終ボス「デウス」（正確な最終ボスは別に存在する）の他、「ヴェルトール」、「ヴィエルジェ（エレハイムの搭乗ギア）」をそれぞれ踏襲したような形になっている（デウスは両手に二体の天使型兵器を従えており、メテンプシューコーシスも同様に二体の兵器を従えている）。
ツァラトゥストラ
ゼノサーガシリーズの最後を締めくくるEPIIIのラストボス。アベル（ウ・ドゥ）がヴィルヘルムによって暴走させられたことで、彼を取り込んでいるヨシュアも暴走し、各E.S.のパーツが無秩序に合体した歪な兵器と化したもの。目にする者全てを破壊する。

## その他
ブラックハカセ
ハカセとはボロメオ大学時代からのライバル。全てのエルデカイザーを超える究極のエルデカイザーΣを完成させるが、その完成直後に帰らぬ人となる。彼の遺志は可愛がっていたペットのココナッツザルが継いだ。
ドクトゥス
声 - 朴璐美
反U.M.N.を掲げる地下組織スキエンティアのエージェント。エピソードIIとIIIの間の期間に起こったグノーシス・テロがきっかけでシオン達と知り合う。その体はアンドロイドであり、本当の彼女は誰も知らない。
ピエール・リューリック
連邦議会議員。ザルヴァートル派の一人。『ゼノサーガI・II』で登場。
うーくん
白いウサギをモチーフにしたキャラクター。自己成長型AI。2頭身で正面から見ると、クレヨンなどでぐりぐりと書いたような丸い目のある愛らしい外見なのだが、後頭部にあたる部分も顔があり、そちらは堀が深く、正面の愛らしい姿に全くそぐわないほど濃い。そちらの濃い顔の方が本来の顔らしい。エピソードIでは、シオンがU.M.N.のナビゲーターとして採用している。また、エンセフェロン内にも登場し、話しかけると後頭部の顔を向けて喋る。エピソードIIではG2キャンペーンを取り仕切る「エージェント・うー」として登場。ヘッドホンによって後頭部が隠されているため、後ろの顔があるのかどうかは判別できない。
グレイト・ジョー
EPIに登場する隠しボス。Jr.が先頭でなければ出現しない。ガンマン風の男だが、一応タイプはグノーシス。HPはが少なくなるとJr.との一騎討ちを申し出、他のメンバーが攻撃すると反撃して来る。倒すとJr.を友と認めて必殺技とエーテルをくれる。戦利品は水着であり、「しばらく預けておく」という言葉を残すが、再登場はしなかった。
ミンティア
EPIに登場する隠しボス。モモが先頭でなければ出現しない。魔法少女のような外見だが、一応タイプはグノーシス。男性キャラクターで攻撃すると怒って反撃して来る。ビボと言う僕を召喚する。倒すとモモに新たな必殺技をくれる。「今度は一番のペットを連れて来る」という台詞を残すが、EPII以降は登場しない。
ソフィ・ピステス
EPIの最終ボス。アルベドが「天の車」に取り込んだグノーシスたちを動力炉と融合させることで生み出した巨大グノーシス。天使型グノーシスの親玉と言うべき存在であり、怪物の姿でありながら頭部には天使を想起させる羽根を生やしている。動力炉としての役割は引き継いでいるため、これを倒さない限り天の車は機能停止しない。作中ではJr.を衝撃波で押し返したり、ジギーやKOS-MOSからも「強敵」と認識された。KOS-MOSに至っては全開（フル）モードで対処すべくすべての戦闘能力を引き出したほど。「ヒカリノハシラ」「ムシノムレ」など、技は全てカタカナ表記。「ヤルダバオト」「ラタトスク」と言ったお供のグノーシスも生み出す。激戦の末に滅ぼされたが機能停止した天の車は第二ミルチアに向けて落下。これこそがアルベドが仕組んだ最後の罠であり、シオンたちの力を図るための試金石であった。
雑魚戦もボス戦もBGMが変化しないEPIにおいて、唯一専用の戦闘BGMを持つ。